# ناتاليا تيماكوفا
ناتاليا أليكساندروفنا تيماكوفا (بالروسية: Ната́лья Алекса́ндровна Тимако́ва؛ مواليد 12 أبريل 1975) صحافية روسية. اعتباراً من 2012، أصبحت مُلحقاً صحافياً لرئيس الوزراء الروسي دميتري ميدفيديف.

## حياتها الشخصية وتعليمها
وُلدّت تيماكوفا في ألما آتا في جمهورية كازاخستان الاشتراكية السوفيتية (ألماتي حالياً، كازاخستان) وتخرجت في كلية الفلسفة في جامعة موسكو الحكومية في 1998.
وهي متزوجة من رجل الأعمال ألكسندر بودبرغ، رئيس اللجنة التنفيذية لمجلس أمناء باليه بولشوي.

## مسيرتها الصحافية
بدأت تيماكوفا العمل كصحافية في 1995 أثناء دراستها في جامعة موسكو، حيث كانت تعمل كصحافية سياسية في موسكوفسكي كومسوموليتس. في 1996، كانت تيماكوفا جزءاً من تجمع صحافيين الرئاسة وغطت الحملة الانتخابية لبوريس يلتسين أول رئيس روسي في انتخابات 1996 الرئاسية. في 1997، كانت تيماكوفا مراسلة ثم أصبحت كبيرة المراسلين السياسيين في كوميرسانت وعملت في دار نشر حتى 1999. في 1999، كانت تيماكوفا هي المراسلة السياسية لوكالة إنترفاكس.

## عملها بالحكومة
في 1999، عُينّت تيماكوفا نائبة لرئيس دائرة المعلومات الحكومية في الحكومة الروسية، حتى تعينت في 2000 نائبة لرئيس مكتب الصحافة والإعلام الرئاسي ومن 2001 كنائبة أولى لرئيس نفس المكتب. في 4 نوفمبر 2002، عينها الرئيس الروسي فلاديمير بوتين نائبة أولى للمُلحق الصحافي لرئيس الجمهورية ورئيسة مكتب الصحافة والإعلام الرئاسي.
في 13 مايو 2008، عينها الرئيس الجديد دميتري ميدفيديف في منصب الملحق الصحافي للرئيس الروسي.
```
كانت تيماكوفا عضواً أساسياً في الإدارة الرئاسية لميدفيديف
[
6
]
 واعتبرتها وكالة الاتصالات السياسية والاقتصادية في 2011،  الشخصية الرابعة والأربعين الأكثر نفوذاً وثالث أقوى امرأة في 
السياسة الروسية
، بعد 
تاتيانا غوليكوفا
 
وإلفيرا نابيولينا
.
[
7
]
```

في 22 مايو 2012، عُينّت متحدثة باسم رئيس الوزراء.

## تكريمها
في 29 يناير 2009، وَقَعَ رئيس أوسيتيا الجنوبية إدوارد كوكويتي إعلان رئاسي مَنَحَ بمقتضاه تيماكوفا وسام الصداقة من أجل «المساعدة في التقارير الموضوعية عن الأحداث التي وقعت حول أوسيتيا الجنوبية في 2008».

## مؤلفاتها
- في 2000، شاركت تيماكوفا في كتابة «الرجل الأول: محادثات مع فلاديمير بوتين» مع أندري كوليسنيكوف وناتاليا جيفوركيان.[10]

## وصلات خارجية
- مقابلة تيماكوفا مع روسيا اليوم حول مناقشة منصبها كملحق صحافي رئاسي